# Elezioni presidenziali in Finlandia del 2000
Le elezioni presidenziali in Finlandia del 2000 si tennero il 16 gennaio (primo turno) e il 6 febbraio (secondo turno); videro la vittoria di Tarja Halonen, sostenuta dal Partito Socialdemocratico Finlandese.

## Risultati
| Candidati         | Partiti                              | I turno   | I turno | II turno  | II turno |
| Candidati         | Partiti                              | Voti      | %       | Voti      | %        |
| ----------------- | ------------------------------------ | --------- | ------- | --------- | -------- |
| Tarja Halonen     | Partito Socialdemocratico Finlandese | 1 224 431 | 40,03   | 1 644 532 | 51,63    |
| Esko Aho          | Partito di Centro Finlandese         | 1 051 159 | 34,36   | 1 540 803 | 48,37    |
| Riitta Uosukainen | Partito di Coalizione Nazionale      | 392 305   | 12,83   |           |          |
| Elisabeth Rehn    | Partito Popolare Svedese             | 241 877   | 7,91    |           |          |
| Heidi Hautala     | Lega Verde                           | 100 740   | 3,29    |           |          |
| Ilkka Hakalehto   | Veri Finlandesi                      | 31 405    | 1,03    |           |          |
| Risto Kuisma      | Indipendente                         | 16 943    | 0,55    |           |          |
| Totale            | Totale                               | 3 058 860 | 100     | 3 185 335 | 100      |